# دانا دی‌لورنزو
دانا دی‌لورنزو (به انگلیسی: Dana DeLorenzo) بازیگر آمریکایی است.
از کارهای معروف او می‌توان به بازی در فیلم‌های کریسمس استثنایی، دوستی اشاره کرد.